# Samuel Purola
Samuel Edvard Purola (né le 19 mai 2000 à Oulu) est un athlète finlandais, spécialiste du sprint.
Le 1er juillet 2017, il établit son record personnel sur 100 m en 10 s 31 à Mannheim. Le 12 août 2018, il bat à deux reprises le record national du relais 4 x 100 m lors des Championnats d’Europe à Berlin.